# Януш Шнядек
Януш Юзеф Шнядек (пол. Janusz Józef Śniadek; 26 травня 1955, Сопот) — польський профспілковий діяч, учасник протестного руху 1980-х років, третій голова профоб'єднання «Солідарність» (2002—2010).

## Суднобудівник, підпільник, профорг
Закінчив суднобудівний факультет Гданського технологічного університету. Магістр машинобудування. Працював у Гдині на корабельні імені Паризької Комуни. У 1981 році приєднався до руху «Солідарність». У період воєнного стану редагував підпільний бюлетень профспілки.
Після релегалізації «Солідарності» з 1989 до 1998 рік очолював профорганізації на корабельні у Гдині. У 1992—1995 роках — член керівництва «Солідарності» агломерації Тримісто (Гданськ, Гдиня, Сопот). У 1995 році обрано до Національної комісії «Солідарності», з 1997 року — заступник голови профоб'єднання. У 1998 році очолив профцентр у Тримісто. Багато зробив для розвитку у регіоні соціальної сфери, особливо охорони здоров'я.

## Голова «Солідарності»
27 вересня 2002 року обрано головою «Солідарності», змінивши Мар'яна Кшаклевського. Переобраний на цю посаду у 2006 році.
Шнядек загалом продовжив курс Валенси та Кшаклевського, підтримуючи правоконсервативні сили. На президентських виборах 2005 року «Солідарність» підтримувала кандидатуру Леха Качинського, у 2010 році — Ярослава Качинського (ситуація спрощувалась відсутністю у Шнядека особистісних конфліктів з братами, характерними для Валенси).
Під керівництвом Шнядека «Солідарність» дистанціювалася від електоральної політики та припинила безпосередню участь у виборах. Цей курс виправдав себе: у 2005—2010 роках при владі перебувала підтримувана профспілкою партія Право та справедливість (PiS). Ідеологічно Шнядек стояв на консервативно-католицьких позиціях. Критикував проєкт Європейської конституції через відсутність згадки про християнське коріння європейської цивілізації.
Період головування Януша Шнядека загалом був успішним для профспілки. «Солідарність» багато в чому відновила позиції, втрачені на рубежі 1990-2000-х років. Сейм затвердив ініційовані «Солідарністю» поправки до Трудового кодексу. У 2002—2003 роках кампанія страйків і маніфестацій змусила уряд відмовитися від низки запланованих банкрутств вугледобувних і металургійних підприємств. За серйозних втрат для колективу все ж таки вдалося зберегти виробництво на принципово важливій для «Солідарності» Гданській корабельні.
Політична атака «Солідарності» на уряд СДЛС закінчилася перемогою профспілки та приходом до влади PiS.

## Політик і депутат
21 жовтня 2010 року новим головою «Солідарності» обрано Петра Дуду. Невдача Шнядека пов'язана з поразкою кандидата PiS Ярослава Качинського на президентських виборах. Поступившись посадою голови, Шнядек залишився впливовим членом національного керівництва профспілки, перейшов на партійну політику.
На парламентських виборах 2011 року Януша Шнядека обрано у сейм від «Права та справедливості». Очолює партійну організацію PiS у Гдині. Займається соціально-економічною проблематикою. Бере участь у заходах пам'яті робітників, які загинули у грудні 1970 року.
Критикував політику Громадянської платформи й уряду Дональда Туска як антисоціальну й авторитарну. Восени 2013 року, на тлі масових виступів «Солідарності», Януш Шнядек виступив за розпуск сейму та проведення дострокових виборів.
Знову обраний депутатом сейму від PiS на виборах 2015 року. На виборах 2019 року переобрано до Сейму, отримавши 9342 голоси. У 2021 році призначено прем'єр-міністром Матеушем Моравецьким політичним радником. Не балотувався на переобрання у 2023 році.